# Baron Marchamley

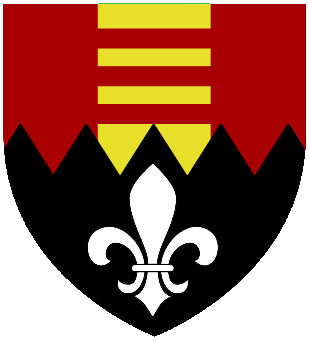
Wappen der Barone Marchamley

Baron Marchamley, of Hawkstone in the County of Salop, ist ein erblicher britischer Adelstitel in der Peerage of the United Kingdom.
Familiensitz der Barone ist Whetcombe bei North Huish in Devon.

## Verleihung
Der Titel wurde am 3. Juli 1908 für den liberalen Unterhausabgeordneten George Whiteley geschaffen.
Heutiger Titelinhaber ist seit 1994 dessen Urenkel als 4. Baron.

## Liste der Barone Marchamley (1908)
- George Whiteley, 1. Baron Marchamley (1855–1925)
- William Whiteley, 2. Baron Marchamley (1886–1949)
- John Whiteley, 3. Baron Marchamley (1922–1994)
- William Whiteley, 4. Baron Marchamley (* 1968)

Titelerbe (Heir Apparent) ist der Sohn des aktuellen Titelinhabers, Hon. Leon Whiteley (* 2004).